# Соф’їнка (Калузька область)
Соф’їнка (рос. Софьинка) — присілок в Жуковському районі Калузької області Російської Федерації.
Населення становить 2 особи. Входить до складу муніципального утворення Село Радгосп Побєда.

## Історія
Від 2004 року входить до складу муніципального утворення Село Радгосп Побєда

## Населення
| 2002 | 2010 |
| ---- | ---- |
| 2    | →2   |